# 圈内笑话
圈内笑话（英語：in-joke、或），是指那种只有内团体（由某个共同兴趣所组成的团体）中的成员才能领会到笑点的笑话。这类笑话需要了解一定的背景才能理解其中的幽默之处。
圈内笑话可能存在于某个小型的社交圈子当中，比如说一群好朋友之间，或者大到某个特定职业的人群中，比方说电影业或职业摔跤等。民族或宗教也通常会有他们自己的圈内笑话。

## 工作原理
圈内笑话常常揭示出某个共同背景的存在。只有那些共享这个共同背景的人们才会有恰如其分的反应。
尽管圈内笑话有时会使得那些圈外人士摸不着头脑，但是圈内笑话有助于社区的形成，毕竟圈内笑话的魔力之一便是笑话的受众知道这些笑话并不是能让所有人都明白。
圈内笑话也可被当作潜台词来看，因为圈内人士知道怎么发掘背后的幽默。这些人甚至会为此向新手道歉，或委婉或直白地告诉新手他们在笑的是一个圈内笑话。

## 不同领域中的圈内笑话

### 工程
有些工程師会把这些圈内笑话作为彩蛋隐藏在自己的程序中，只有进行特定的操作之后方可显现。
Jargon File是一个骇客文化的词表，列举了大量的圈内笑话或基于圈内笑话创作的产物。

### 网络
网络语言是互联网使用者在互联网的影响下创作并使用的语言形式。它通常基于某些网络事件，并代表了一定的网络文化。